# Sender Ovče Pole
Der Sender Ovce Pole ist eine 1970 errichtete Sendeanlage in der Ortschaft Lozovo in Nordmazedonien. Es handelt sich hierbei um einen der stärksten Rundfunksender (maximale Sendeleistung: 1.200 Kilowatt, aktuelle Sendeleistung allerdings auf 100 kW reduziert). Es wird das Programm der öffentlich-rechtlichen Radiostation Radio Makedonija 1 sowie Fremdsprachenprogramme am Abend übertragen.

## Über die Sendeanlage
Dieser Sender, der auch als Sender Skopje bekannt ist, kann auf der Frequenz 810 kHz in ganz Europa während der Nachtstunden empfangen werden. Er ist einer der leistungsstärksten Rundfunksender in Europa und wurde auch schon für Testsendungen im DRM-Modus genutzt. Als Sendeantenne kommt ein 185,4 Meter hoher freistehender Stahlfachwerkturm zum Einsatz. Die Effizienz der Sendeantenne beträgt 94,5 Prozent. Dies bewirkt, dass der Sender eine Effektive Strahlungsleistung von 1.510 Kilowatt im Falle einer abgestrahlten Sendeleistung von 1.200 Kilowatt Sendeleistung besitzt, welche allerdings nur kurzzeitig praktiziert wurde.

## Geschichte
Der Sender wurde am 29. November 1970 mit einer Leistung von 1.000 Kilowatt in Betrieb genommen. Die ursprünglichen Sender waren vom Hersteller Brown, Boveri & Cie., diese wurden im Jahr 2002 durch Sender der Firma Thales Broadcast & Multimedia ersetzt, die aus drei Modulen mit jeweils 400 Kilowatt Sendeleistung bestehen. Die neuen Sender, die von der mazedonischen Regierung sowie der Deutschen Welle finanziert wurden, nahmen am 10. Juni 2002 offiziell ihren Betrieb auf. Im Gegenzug für die finanzielle Beteiligung der Deutschen Welle durfte diese täglich zweieinhalb Stunden Eigenprogramm in Mazedonisch, Albanisch und Serbisch vom Sender Ovce Pole ausstrahlen. Im Jahr 2006 beendete die Deutsche Welle ihre Ausstrahlungen wieder und der mazedonische Rundfunk strahlt als Ersatz seitdem täglich zwei Stunden eigenproduziertes Auslandsprogramm in Bulgarisch, Griechisch, Albanisch und Serbisch aus. In der übrigen Zeit wird das Programm von Radio Makedonija 1 ausgestrahlt. 
Stand 2020 wird mit einer auf 100 kW beschränkten Sendeleistung gesendet.
Im Juni 2020 wurde der Sender aus bislang unbekannten Gründen für drei Wochen abgeschaltet und danach wieder in Betrieb genommen.

## Lage
Die Sendeanlage befindet sich am westlichen Ortsrand von Lozovo, einem Dorf auf der Hochebene Ovce Pole. Diese befindet sich etwa 45 Kilometer (Luftlinie) von der Hauptstadt Skopje entfernt. 